# Верхорубы (Сунский район)
Верхорубы — опустевшая деревня в Сунском районе Кировской области в составе  Кокуйского сельского поселения.

## География
Находится на расстоянии примерно 8 километров по прямой на юго-запад от районного центра поселка  Суна.

## История
Известна с 1702 года как починок Верхорубовский из 1 двора, принадлежавший Успенскому Трифонову монастырю, в 1764 году в здесь (уже деревня зворыгинская) было 111 жителей. В 1873 году было учтено дворов 17 и жителей 130, в 1905 24 и 152, в 1926 23 и 109, в 1950 15 и 72 соответственно. В 1989 году оставалось 4 жителя. 

## Население
Постоянное население не было учтено как в 2002 году, так и в 2010.